# 루흐누섬
루흐누섬(에스토니아어: Ruhnu, 스웨덴어: Runö 루뇌[*], 독일어: Runö 루뇌[*]; 라트비아어: Roņu sala)은 북유럽 발트해 리가만에 위치한 에스토니아의 섬이다. 에스토니아의 사레주 루흐누교구에 속하지만 지리적으로는 라트비아 본토와 더 가깝다. 지형적으로는 먼 옛날에 형성된 드럼린 지형이 발트해에 잠겨 가장 높은 부분만 남은 것이 오늘날의 루흐누섬으로 추정된다.
총면적은 11.9km2, 인구는 100명 이하로 대다수 주민이 에스토니아인이다. 다만 1944년 소련의 에스토니아 흡수 전에는 스웨덴계 주민들이 주로 살고 있었으며 전통적으로 스웨덴의 법률이 적용되던 지역이었다. 이 섬에 설치된 지방자치단체인 루흐누교구는 에스토니아의 79개 지자체 중에서 가장 작은 규모로 기록된다.

## 역사

### 전근대
루흐누섬에 처음으로 사람이 거주하기 시작한 시기는 기원전 5000년경으로 거슬러 올라가며, 당시 특정 계절마다 물범 사냥에 나섰던 것으로 보이는 고고학적 흔적이 발굴되었다. 다만 루흐누섬의 원주민인 스웨덴계, 즉 고대 스칸디나비아인의 도래와 스웨덴계 민족의 영구정착 시기는 알 수 없으며, 최소한 13세기 북방 십자군이 결성되던 시기와 맞물린 것으로 추정된다. 당시 리가만 일대 원주민들은 기독교를 받아들이고 튜턴 기사단의 지배를 받기 시작하였다. 루흐누섬이 문헌에 처음 기록된 것은 1341년 쿠를란트 주교의 편지로, 스웨덴계 주민 인구도 밝히는 것은 물론, 스웨덴 법에 따라 루흐누섬 사람들의 거주권과 재산소유권을 명시하고 있다.
1560년 쿠를란트 주교령이 덴마크에게 점령되고, 1562년에는 쿠를란트-젬갈레 공국에 속하게 되었다. 이후 1621년 스웨덴 왕국에 편입되었으며, 1721년까지 공식적으로 다스렸다고 전하나 실제로는 1708년부터 러시아 제국이 통치하게 되었다. 제1차 세계 대전 발발 후인 1915년부터 1918년까지는 독일 제국이 점령하였다.
러시아 제국의 통치를 받을 당시 루흐누섬은 비록 왕실령으로 지정되었어도 대부분의 현안에 있어 사실상 독립국이나 다름없었다. 당시 섬내 루터교 목사가 '구츠베르발터' (gutsverwalter, 토지관리인)라는 직책을 부여받아 지역 업무를 보았다. 19세기 중반 들어서는 루흐누섬 주민 대다수가 루터교를 버리고 러시아 정교회로 개종하려는 움직임을 보였다. 1866년에는 사레마 정교회 주임사제에게 성유식을 치러달라는 서한을 전하는 공식적인 단계에 이르렀으나, 실제 개종으로까지 이어지진 않았다.

### 근대
제1차 세계 대전이 끝나고 1919년 에스토니아가 신설 독립국이 되자 루흐누섬의 귀속 문제를 놓고 논란이 생겼다. 일부 섬 사람들은 스웨덴령으로 돌아가자는 주장을 제기했고, 이웃국가 라트비아가 자신들의 영토로 주장하는 발가 위기도 벌어졌지만, 결론적으로 루흐누섬 사람들은 에스토니아로 귀속되는 쪽을 택했다. 그 이유에 대해서는 에스토니아와의 인접성과 더불어 에스토니아 내 스웨덴계 소수민족의 영향 때문이라고 보는 시각도 있다. 1934년 인구조사 당시 루흐누섬의 인구는 총 282명으로, 277명은 스웨덴인, 4명은 에스토니아인이었다.
제2차 세계 대전 시기였던 1940년부터 1941년까지 루흐누섬은 에스토니아 전역과 함께 소련 점령 하에 있었으며, 1941년에는 독소조약 파기에 따른 나치 독일의 진군으로 1944년까지 점령당했다. 1943년에는 섬주민 중 75명이 스웨덴으로 이주했다. 1944년 8월 소련의 붉은 군대가 에스토니아를 재점령하기 직전, 두 가구를 제외한 루흐누섬의 모든 원주민은 스웨덴으로 완전 이주하게 되었다. 이 당시 스웨덴으로 이주한 루흐누섬 원주민들은 '루뇌보르나스 푀레닝' (Runöbornas förening)이란 단체를 조직하여 루흐누 원주민의 역사와 문화를 계승하려고 노력하고 있다.
1944년 에스토니아가 소련 점령하로 돌아간 이래, 루흐누섬에는 에스토니아 사람들이 이주하였으며, 소비에트 공군 기지가 들어섰다. 섬 내 모든 재산은 국가에 귀속되고, 집단농장이 설립됐다. 1965년에는 문화체육 축제인 제1회 루흐누-키흐누 대회가 열려 에스토니아 전역의 관심을 끌었다. 이후 1969년 폭풍 피해와 1970년 루흐누 공동어장이 폐쇄되면서 지역주민수가 222명에서 58명으로 급감하기도 했다.

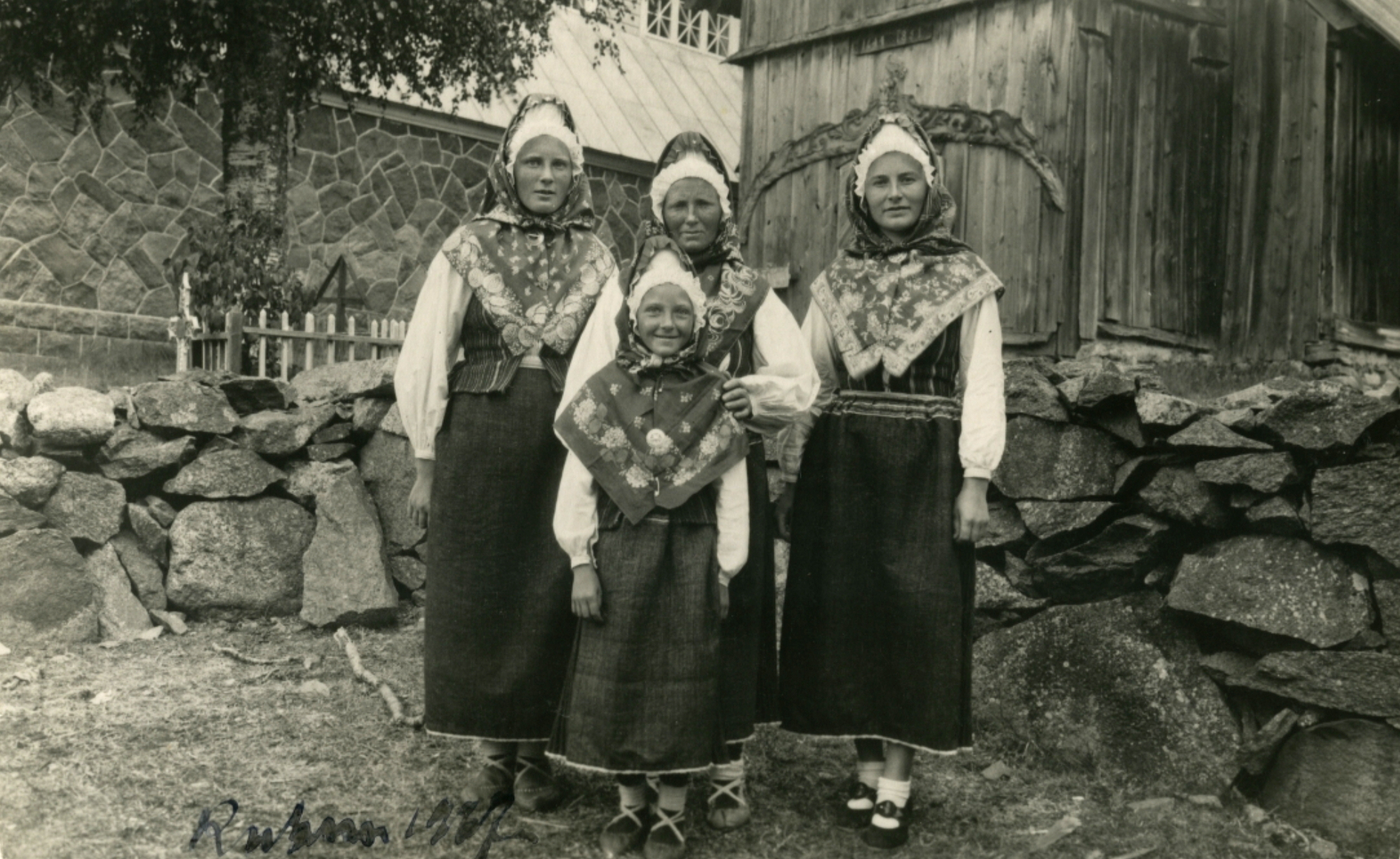
전통의상을 입은 루흐누섬 여성 (1937년)
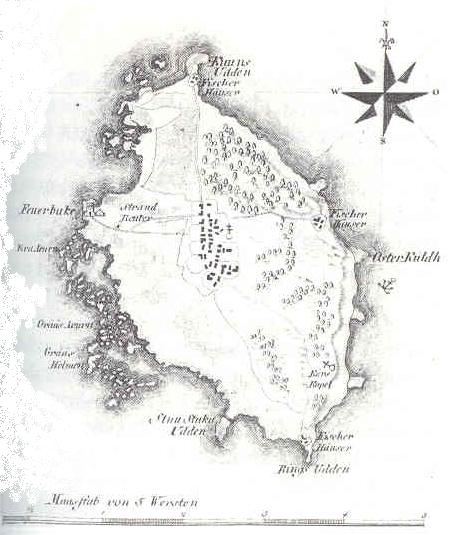
루트비히 아우구스트 폰 멜린의 루흐누섬 지도 (1798년)

## 현재

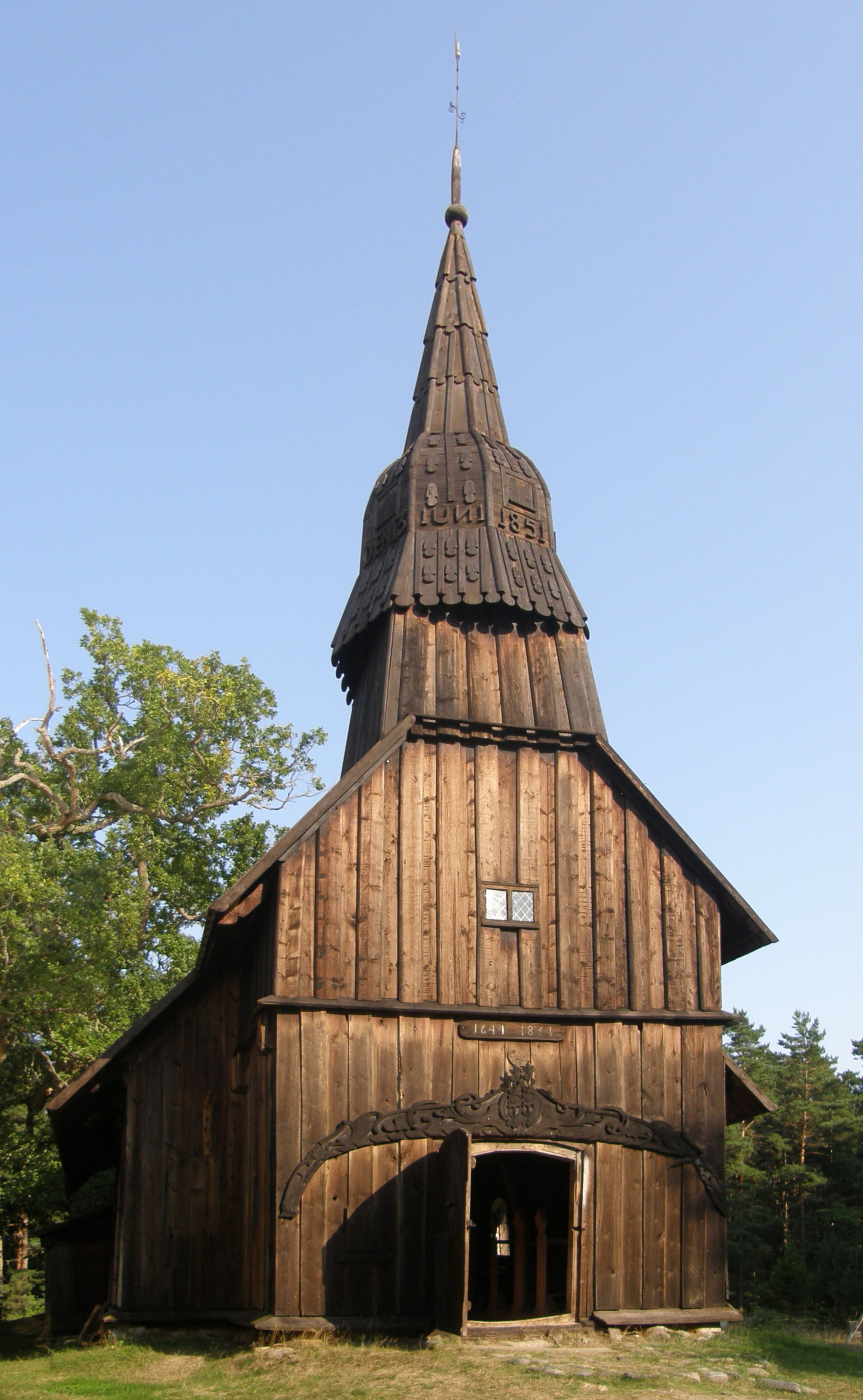
루흐누 교회

1991년 에스토니아가 소련으로부터 주권을 되찾자 에스토니아 전 국토의 토지와 건물은 소련 점령 이전의 소유주나 그 후손에게 돌아가게 되었다. 하지만 루흐누섬의 경우에는 소유주의 후손 대다수가 스웨덴으로 이주하거나 이미 거주하고 있는 상태였다. 루흐누섬으로 돌아온 후손은 몇 되지 않으나, 간혹 조상의 토지를 방문하는 경우가 있는 편이다.
현재 루흐누섬에는 루흐누 비행장이 있으며, 10월부터 4월까지 패르누와 쿠레사레 간의 항공편이 편성된다. 또 같은 시기 패르누, 로마사레, 무나라이드와의 페리 노선도 운항된다.
루흐누섬의 주요 명소로는 루흐누 등대가 있다. 섬내 최고봉인 하우비예레 언덕에 위치한 이 등대는 네발 구조로 되어 있으며, 에펠탑으로 유명한 프랑스의 건축가 귀스타브 에펠이 설계했다. 지난 1877년 프랑스에서 미리 제작되어 루흐누섬까지 수송되어 설치되었다. 또 하나의 명소인 루흐누 목조교회는 1644년에 지어진 교회로서 에스토니아에서 가장 오래된 목조 건축물로 이름나 있다. 교회 위로 바로크 양식의 탑이 서 있으며 1755년에 지어졌다. 목조교회 바로 옆에는 루터교계 석조 교회가 있는데 1912년에 지어졌으며, 현재도 예배가 열리는 공간으로 사용되고 있다. 이밖에 리모 해변 (Limo)도 루흐누섬을 찾은 관광객에게 가장 인기있는 해수욕장으로 유명하다.
루흐누섬에는 토종 양 품종이 있는데 이를 '에스토니아 루흐누'(에스토니아어: eesti maalammas)라고 부른다. 현재 33개 개체가 남아 있는 것으로 추정되며, 주로 양털 생산에 이용되고 있다. 2013년에는 섬 남서쪽의 연안을 따라 형성된 초지를 원래대로 복구하기 위해 하일랜드 캐틀 품종의 소 50마리를 들여오기도 했다.
2006년 봄, 루흐누섬에 불곰이 나타나 화제가 되었다. 이 곰은 몸무게가 150kg에 달했으며, 라트비아 본토에서 빙하를 타고 40km 거리의 리가만을 건너온 것으로 추정됐다. 루흐누섬에는 수백년 동안 곰 같은 대형 육식동물이 포착된 적이 전혀 없었기 때문에 에스토니아와 라트비아 양국 언론의 큰 주목을 받았다. 최초 발견 후 몇달 동안 포획 시도가 이어졌으나 잡히지 않았고, 그 와중에 인기는 늘어나서 에스토니아 환경부는 곰의 모습을 조금이라도 보고 싶어서 찾아온 관광객이 섬 주민보다 더 많다고 전하기도 했다. 이듬해로 넘어가자 곰은 모습을 감췄고, 에스토니아 당국은 이 곰이 라트비아로 돌아간 것으로 추정했다.

## 관련 문헌
- Karl Friedrich Wilhelm Rußwurm: Eibofolke oder die Schweden an der Küste Esthlands und auf Runö, eine ethnographische Untersuchung mit Urkunden, Tabellen und lithographirten Beilagen. Reval 1855
- Taylor, N. with Karin T (2008). Saaremaa: a History and Travel Guide. Tallinn: OÜ Greif. ISBN 978-9985-3-1606-1, pp 78–83
- (스웨덴어) Hedman, Jörgen & Åhlander, Lars. 2006: Runö. Historien om svenskön i Rigabukten. Stockholm: Dialogos, ISBN 91-7504-184-7

## 같이 보기
- 루흐누교구
- 루흐누 등대
- 스웨덴계 에스토니아인
- 에스토니아의 섬 목록